# علم البربادوس
أعتمد علم بربادوس رسميا في 30 تشرين الثاني - نوفمبر من سنة 1966 ويتكون العلم البربادوسي من ثلاثة الوان هي الأزرق، الأصفر والأسود.

## معنى العلم
- الشريطين اللذان هما باللون الأزرق يرمزان إلى المحيط.
- الشريط الأصفر الذي يقع بوسط العلم يرمز إلى رمال شواطئ بربادوس.
- الرمح متعدد الرؤوس (بالإنجليزية: Trident)‏ المُلَوَّن باللون الأسود يرمز إلى استقلال البلاد عن الاستعمار البريطاني.

## أعلام مشابهة

علم جزر ماديرا